# 魏斯峰 (博爾扎諾-南蒂羅爾自治省)

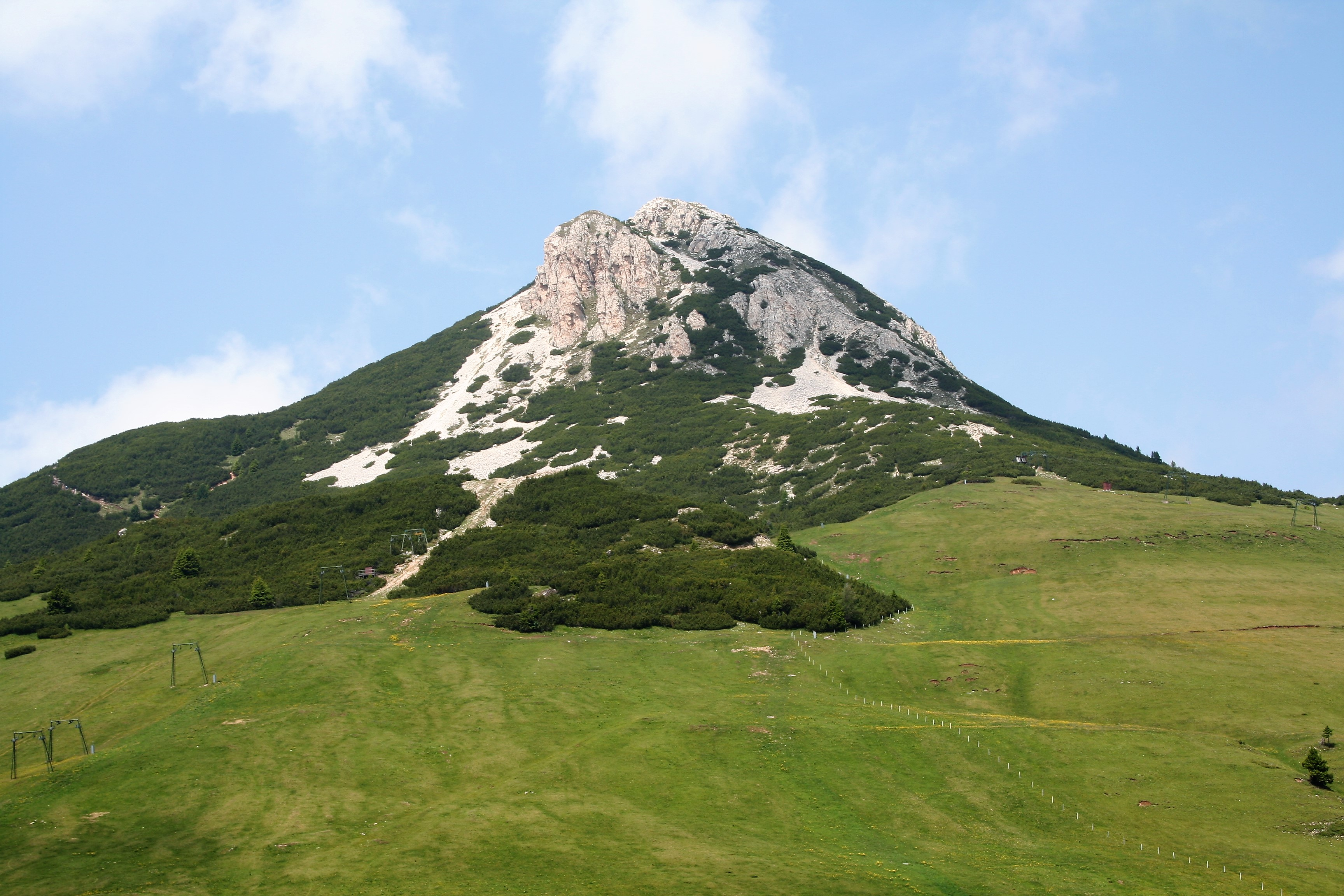

46°21′27″N 11°26′21″E / 46.35750°N 11.43917°E
魏斯峰（德語：Weißhorn），是意大利的山峰，位於該國東北部，由博爾扎諾-南蒂羅爾自治省負責管轄，屬於菲耶梅山脈的一部分，海拔高度2,316米，每年平均降雨量1,429毫米。